# Penseelstaartbuidelmuizen
Penseelstaartbuidelmuizen (Phascogale) vormen een geslacht van echte roofbuideldieren. De wetenschappelijke naam van het geslacht werd in 1824 gepubliceerd door Coenraad Jacob Temminck. In Australië worden deze dieren wel wambenger genoemd.

## Kenmerken
Phascogale omvat twee rat- of muisachtige roofbuideldieren met een "borstel" van lange, zwarte haren op de staart. Het lichaam is van boven grijsachtig en van onderen wit.

## Leefwijze
Beide soorten zijn 's nachts actief en leven van ongewervelden, kleine gewervelden en nectar. Na de paartijd in de winter sterven alle mannetjes ten gevolge van ernstige hormonale ontregeling, een fenomeen dat vooral goed bekend door studies bij breedvoetbuidelmuizen. Na een draagtijd van ongeveer een maand worden zes tot dertien jongen geboren.

## Verspreiding en leefgebied
Deze dieren komen voor in de bossen van Australië.

## Taxonomie
Dit geslacht is verwant aan Antechinus en een groep van vijf Nieuw-Guinese geslachten (de Murexia-groep), waarmee het de geslachtengroep Phascogalini vormt. Binnen deze groep is Phascogale, afhankelijk van de studie, verwant aan Antechinus, de Murexia-groep, of aan een clade van Antechinus en de Murexia-groep.

## Soorten
Dit geslacht omvat de volgende soorten:
- Phascogale calurus Gould, 1844 – Kleine penseelstaartbuidelmuis
- Phascogale pirata Thomas, 1904
- Phascogale tapoatafa (Meyer, 1793) – Tafa